# Weiser
Weiser és una població dels Estats Units a l'estat d'Idaho. Segons el cens del 2000 tenia 5.343 habitants.

## Demografia
Segons el cens del 2000, Weiser tenia 5.343 habitants, 2.018 habitatges, i 1.368 famílies. La densitat de població era de 881,6 habitants/km².
Dels 2.018 habitatges en un 33,4% hi vivien nens de menys de 18 anys, en un 52,4% hi vivien parelles casades, en un 11,2% dones solteres, i en un 32,2% no eren unitats familiars. En el 28% dels habitatges hi vivien persones soles el 17% de les quals corresponia a persones de 65 anys o més que vivien soles. El nombre mitjà de persones vivint en cada habitatge era de 2,58 i el nombre mitjà de persones que vivien en cada família era de 3,19.
Per edats la població es repartia de la següent manera: un 28,3% tenia menys de 18 anys, un 9,2% entre 18 i 24, un 24,1% entre 25 i 44, un 19,9% de 45 a 60 i un 18,5% 65 anys o més.
L'edat mediana era de 36 anys. Per cada 100 dones de 18 o més anys hi havia 86,6 homes.
La renda mediana per habitatge era de 26.880 $ i la renda mediana per família de 31.996 $. Els homes tenien una renda mediana de 26.643 $ mentre que les dones 16.386 $. La renda per capita de la població era de 13.986 $. Aproximadament el 12,6% de les famílies i el 15,4% de la població estaven per davall del llindar de pobresa.

## Poblacions més properes
El següent diagrama mostra les poblacions més properes.